# Óskar Jónsson
Óskar Gunnþór Jónsson (ur. 19 lipca 1925 w Dalvíku, zm. 19 stycznia 2016 tamże) – islandzki lekkoatleta, olimpijczyk.

## Kariera
Uczestnik Letnich Igrzysk Olimpijskich 1948 w Londynie. Wystartował w biegach na 800 m i 1500 m. W biegu eliminacyjnym na 800 m zajął 5. miejsce (1:55,4) i odpadł z zawodów, mimo uzyskania 15. czasu tej fazy rozgrywek (z każdego biegu awansowało czterech najlepszych lekkoatletów). Odpadł również w biegu eliminacyjnym na dystansie 1500 m, w którym uplasował się na 6. pozycji (4:03,2).
W 1946 roku podczas mistrzostw Europy odpadł w eliminacjach biegu na 800 m (1:56,1) i 1500 m (3:58,4). W obu konkurencjach pobił ówczesne rekordy Islandii.
W 1944 i 1945 roku zdobył po dwa złote medale mistrzostw kraju w biegach na 1500 m i 5000 m. W 1946 roku został mistrzem Islandii w biegu na 1500 m, a rok później wygrał na dystansach 800 m i 1500 m. W 1948 roku osiągnął mistrzostwo kraju w biegu na 1500 m i wicemistrzostwo w sztafecie 4 × 400 m.
Rekordy życiowe: bieg na 800 m – 1:54,0 (1948), bieg na 1500 m – 3:53,4 (1947).